# アミール・モクリ
アミール・モクリ（波:  امیر مکری, 1956年6月11日 - ）は、イラン出身の撮影監督である。

## 来歴
イランで生まれ、1977年にアメリカ合衆国に移った。エマーソン大学とアメリカン・フィルム・インスティチュートを卒業した。

## フィルモグラフィ
- A Hero of Our Time (1985)
- All You Can Dream (1986)
- 幻惑・情炎の娼館/パッション・ナイト House of the Rising Sun (1987)
- スラムダンス Slam Dance (1987)
- 夜明けのスローボート Eat a Bowl of Tea (1989)
- Life Is Cheap... But Toilet Paper Is Expensive (1989)
- ブルースチール Blue Steel (1990)
- パシフィック・ハイツ Pacific Heights (1990)
- クイーンズ・ロジック/女の言い分・男の言い訳 Queens Logic (1991)
- ボンデージ Whore (1991)
- フリージャック Freejack (1992)
- ジョイ・ラック・クラブ The Joy Luck Club (1993)
- レイジング・ブレット 復讐の銃弾 Eye for an Eye (1996)
- コヨーテ・アグリー Coyote Ugly (2000)
- サウンド・オブ・サイレンス Don't Say a Word (2001)
- THE SALTON SEA ソルトン・シー The Salton Sea (2002)
- バッドボーイズ2バッド Bad Boys II (2003)
- テイキング・ライブス Taking Lives (2004)
- ロード・オブ・ウォー Lord of War (2005)
- ナショナル・トレジャー リンカーン暗殺者の日記 National Treasure: Book of Secrets (2007)
- バンテージ・ポイント Vantage Point (2008)
- ワイルド・スピード MAX Fast & Furious (2009)
- デビルクエスト Season of the Witch (2011)
- トランスフォーマー/ダークサイド・ムーン Transformers: Dark of the Moon (2011)
- マン・オブ・スティール Man of Steel (2013)
- トランスフォーマー/ロストエイジ Transformers: Age of Extinction (2014)
- ドローン・オブ・ウォー Good Kill (2014)
- ピクセル Pixels (2015)
- バース・オブ・ザ・ドラゴン Birth of the Dragon (2016)
- バッド・ウェイヴ Once Upon a Time in Venice (2017)
- ANON アノン Anon (2018)